# Керіз
Керіз (ісл. Kerið, може теж транслітеруватися як Керід) — вулканічне кратерне озеро розташоване на півдні Ісландії, на популярному туристичному шляху відомому як Золоте кільце, неподалік від м. Сельфос. Це — одне з декількох кратерних озер на цих теренах, відомих як західна вулканічна зона Ісландії, що включає півострів Рейк'янес та льодовик Ланґйокутль. Проте кальдера збереглася недоторканою лише у цього озера. Керіз утворилося під час руху ґрунту над локальним гарячим центром. Кальдера цього вулканічного утворення складається з червоного (радше ніж чорного) вулканічного каменя. Глибина кальдери сягає 55 метрів, ширина — 170 метрів, поперечна відстань — 270 метрів. Кальдера Керіза — одна з трьох  найпомітніших вулканічних кратерів через те, що їй бл. 3.000 років — лише половина віку більшості навколишніх вулканічних утворень. Інші дві відомі кальдери — Сейдісголяр та Керготль.
Тоді як більша частина кратера — круті уриви з незначною рослинністю, одна стіна має більш рівнинний нахил будучи вкритою глибоким мохом, що дає можливість досить легкого сходження нею. Саме озеро є досить мілким (7-14 метрів, в залежності від опадів та інших факторів), але через ґрунтові мінерали є непрозорим та виразного кольору морської хвилі.

## Галерея

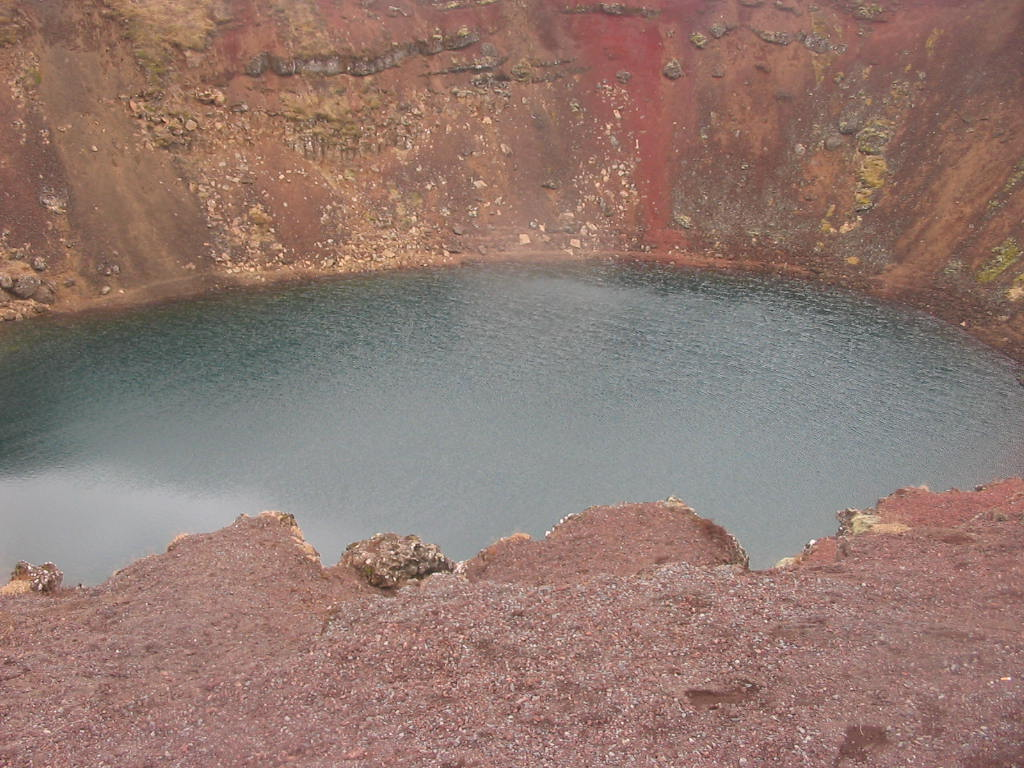
Керіз в квітні 2009 р.
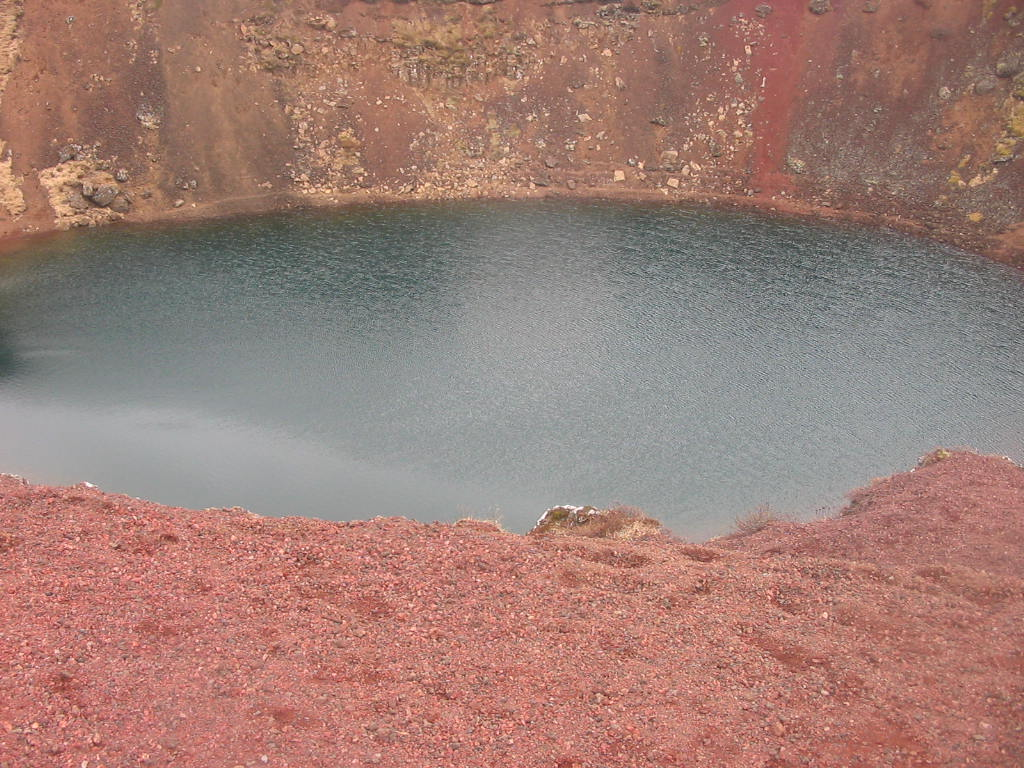
Керіз в квітні 2009 р.
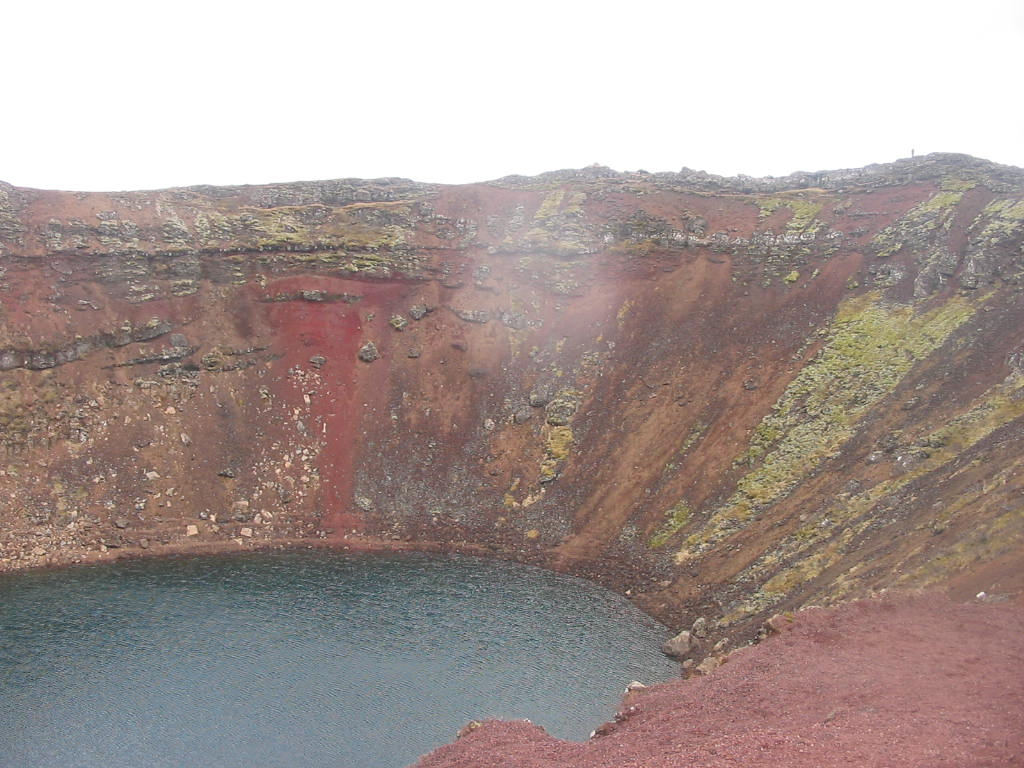
Керіз в квітні 2009 р.
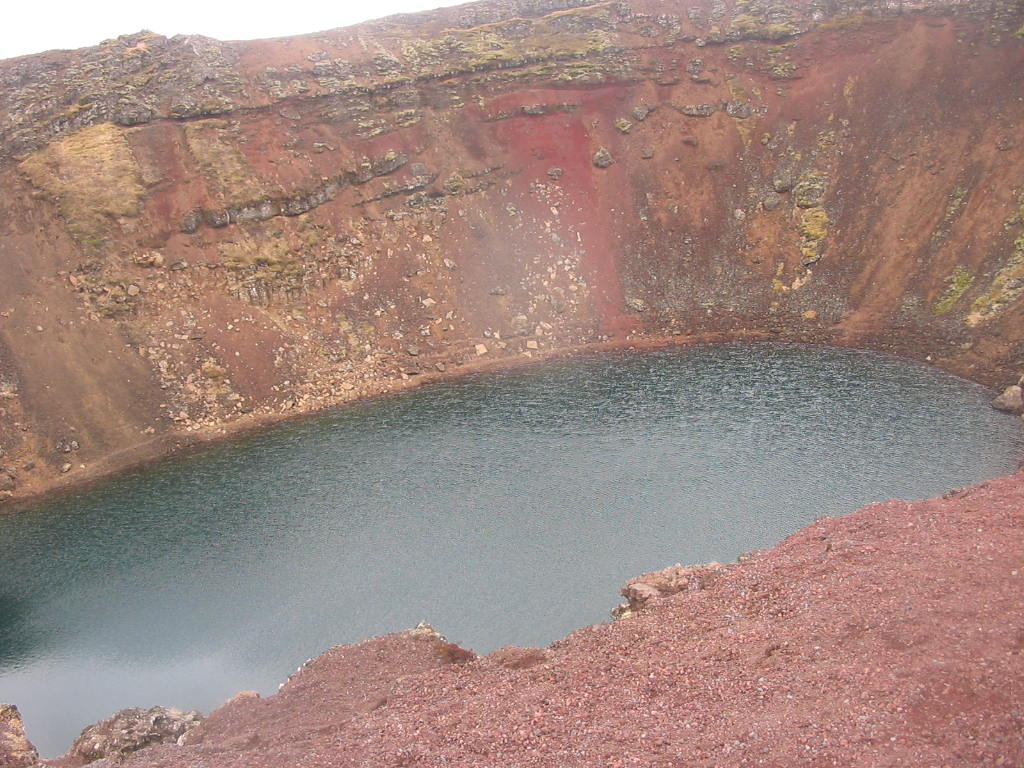
Керіз в квітні 2009 р.
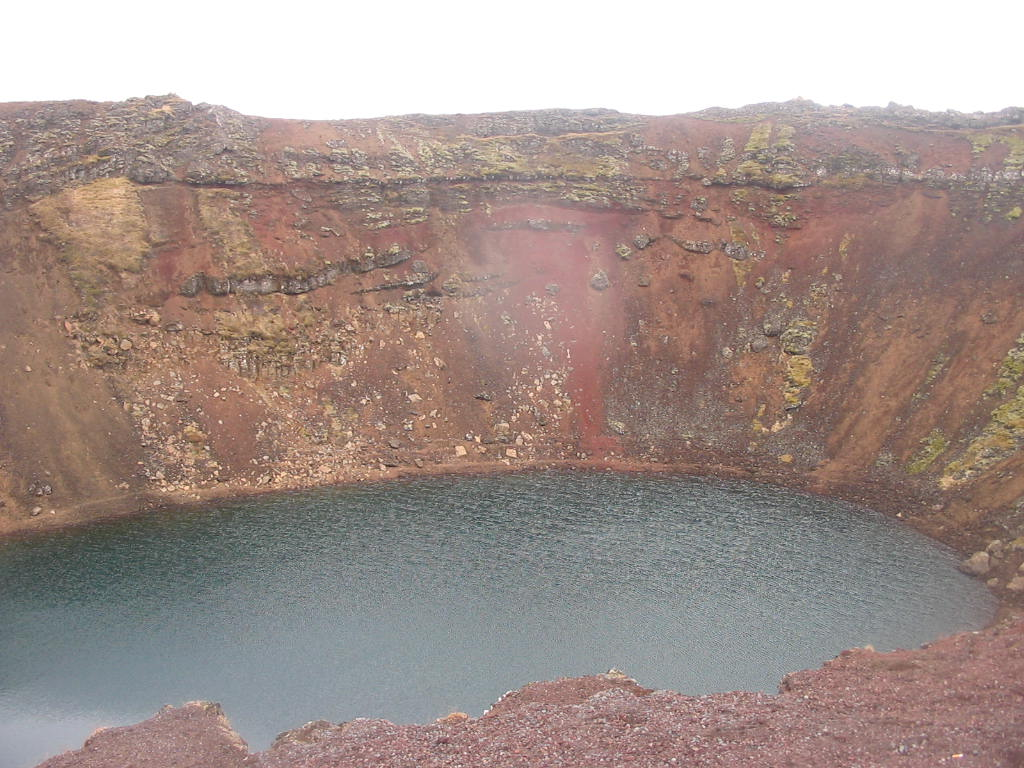
Керіз в квітні 2009 р.
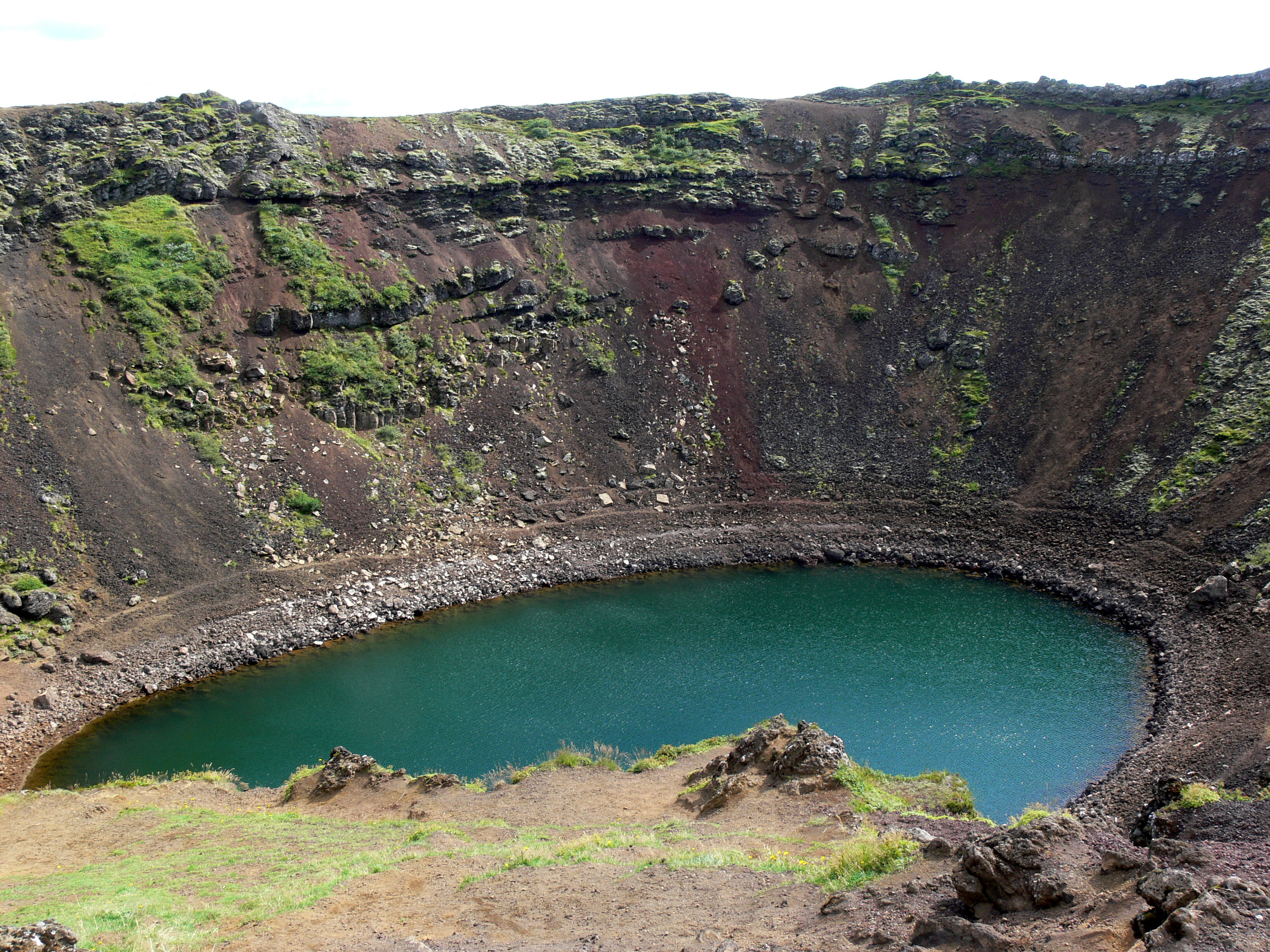
Керіз в серпні 2007 р.